# Episodi di Bottom (terza stagione)
La terza stagione della serie televisiva Bottom è stata trasmessa in anteprima nel Regno Unito dalla BBC Two tra il 6 gennaio 1995 e il 10 febbraio 1995.
| nº | Titolo originale | Titolo italiano | Prima TV UK      | Prima TV Italia |
| -- | ---------------- | --------------- | ---------------- | --------------- |
| 1  | Hole             |                 | 6 gennaio 1995   |                 |
| 2  | Terror           |                 | 13 gennaio 1995  |                 |
| 3  | Break            |                 | 20 gennaio 1995  |                 |
| 4  | Dough            |                 | 27 gennaio 1995  |                 |
| 5  | Finger           |                 | 3 febbraio 1995  |                 |
| 6  | Carnival         |                 | 10 febbraio 1995 |                 |